# Exechia fulva
Exechia fulva är en tvåvingeart som beskrevs av Santos Abreu 1920. Exechia fulva ingår i släktet Exechia och familjen svampmyggor.
Artens utbredningsområde är Kanarieöarna. Arten är reproducerande i Sverige. Inga underarter finns listade i Catalogue of Life.